# KESN
KESN est une station de radio américaine diffusant ses programmes en bande FM (103,3 MHz) sur la région de Dallas-Fort Worth. Cette station est une radio d'informations sportives filiale d'ESPN.